# Alchemilla macra
Alchemilla macra é uma espécie de rosácea do gênero Alchemilla, pertencente à família Rosaceae.